# Brat (1997)
Brat (Russisch: Брат, "Broer") is een Russische film uit 1997, geregisseerd door Aleksej Balabanov en met Sergej Bodrov jr. in de hoofdrol.

## Verhaal
Danila is een voormalig soldaat die, na in Tsjetsjenië te hebben gediend, in Sint-Petersburg arriveert en er een baan zoekt. Hij wendt zich tot zijn oudere broer Viktor, een gearriveerd gangster. Viktor geeft Danila een huurmoord als eerste klus. In dat gevecht raakt Danila gewond en ontsnapt hij door zich te verstoppen in een tram. Sveta, de bestuurster, helpt hem om weg te komen. Hij blijft in contact met haar en later beleven ze een korte affaire.
Danila krijgt vervolgens nog meer opdrachten, en het duurt niet lang voordat de maffiabaas Kroegly gaat rondvragen wie drie van zijn mannen heeft vermoord. Hij komt erachter dat Viktor de opdrachtgever is geweest. Viktor verraadt zijn broer door te zeggen dat Danila achter de moorden zit, en redt het vege lijf door een val op te zetten. Kroegly verschanst zich in Viktors appartement, houdt Viktor als gijzelaar, en wacht totdat Danila zich vroeg of laat bij zijn broer meldt. Danila meldt zich inderdaad, maar heeft door dat er een bewaker voor de deur staat, schiet hem neer, en weet zijn broer te bevrijden van Kroegly. Als zijn broer hem om vergeving vraagt, vergeeft Danila hem, maar hij sommeert Viktor wel om Sint-Petersburg te verlaten. Hierdoor neemt Danila tijdelijk de plaats van Viktor in, maar ook Danila verruilt Sint-Petersburg uiteindelijk voor Moskou, omdat het hem in Sint-Petersburg te gevaarlijk werd.

## Rolverdeling
| Acteur                | Personage            |
| --------------------- | -------------------- |
| Sergej Bodrov jr.     | Danila Bagrov        |
| Viktor Soechoroekov   | Viktor Bagrov        |
| Svetlana Pismitsjenko | Sveta                |
| Maria Zjoekova        | Kat                  |
| Joeri Koeznetsov      | "The German" Hoffman |
| Irina Raksjina        | Zinka                |
| Sergej Moerzin        | Roundhead            |
| Andrej Fjodortsov     | Stepan               |
| Igor Sjibanov         | Militiaman           |
| Andrej Krasko         |                      |
| Aleksej Poloejan      | mol                  |
| Igor Lifanov          | bandiet              |
| Tatiana Zacharova     | moeder               |
| Sergej Debizjev       |                      |
| Konstantin Anisimov   | veiligheidsagent     |
| Anatoli Gorin         | kamergenoot          |

## Achtergrond
De film werd een groot succes, en betekende een doorbraak voor Sergej Bodrov en Aleksej Balabanov.
De film had ook een vervolg, Brat 2, die in 2000 uitkwam.